# Воробьёв, Михаил Анатольевич
Михаил Анатольевич Воробьёв (род. 29 марта 1995, Нижний Ломов, Пензенская область) — российский самбист, чемпион и призёр первенств России и Европы среди юниоров, чемпион России 2017 и 2018 годов среди молодёжи, чемпион (2019), серебряный (2018) и бронзовый (2017) призёр чемпионатов России среди студентов, серебряный (2020) и бронзовый (2018) призёр розыгрышей Кубка России, серебряный призёр чемпионата России 2019 года, победитель Кубка Европы 2017 и 2018 годов, серебряный призёр чемпионата Европы 2019 года, бронзовый призёр чемпионата мира 2019 года, победитель и призёр международных турниров, мастер спорта России международного класса. Выступал в первой полусредней весовой категории (до 68 кг). Наставниками Воробьёва были Валерий Перетрухин и Константин Фофанов. Выпускник Рязанской академии ФСИН.